# أولغا ريباكوفا
أولغا ريباكوفا ( مواليد 30 نوفمبر 1984 ) رياضية كازاخستانية في سباقات المضمار والميدان في سباعي، صاحبة الميدالية الذهبية في الوثب الثلاثي ضمن الألعاب الأولمبية 2012 بالعاصمة البريطانية لندن، حيث حققت قفزة قدرها 14.98، في حين اكتفت ريو دي جانيرو 2016 بتحقيق برونزية الوثب الثلاثي بتسجيلها 14.74 م في محاولتها الخامسة قبل الأخيرة

## وصلات خارجية
- أولغا ريباكوفا على موقع الاتحاد الدولي لألعاب القوى (الإنجليزية)
- أولغا ريباكوفا على موقع الدوري الماسي (الإنجليزية)
- أولغا ريباكوفا على موقع اللجنة الأولمبية الدولية (الإنجليزية)
- أولغا ريباكوفا على موقع أوليمبيديا (الإنجليزية)